# مسکیرش
مسکیرش نام شهر کوچکی در بادن-وورتمبرگ آلمان است. مسکیرش از سال ۱۲۶۱ (میلادی) به صورت شهر درآمد.

## موقعیت جغرافیایی
شهر مسکیرش در محل تلاقی آلپ سوابی و منطقه یخ‌رفتی پیش آلپ بین دانوب علیا و دریاچه کنستانس غربی واقع شده است. مساحت شهری حدود ۷۶۲۴ هکتار را پوشش می‌دهد (تا تاریخ ۳۱ دسامبر ۲۰۱۰).
رودخانه ابلاخ از میان شهر جریان دارد، که از آبخیز اروپایی سرچشمه می‌گیرد و به دانوب می‌ریزد.

## افراد سرشناس
مسکیرش زادگاه آهنگساز کنرادین کرویتزر، اسقف اعظم کنراد گروبر، نویسنده و برنده جایزه گئورگ بوشنر، آرنولد استدلر و مشهورتر از همه، فیلسوف مارتین هایدگر است. همچنین محل تولدآبجوسازان معروف یوهان نپوموک شالک و پسرانش است که کارخانه آبجوسازی شالک، که اولین کارخانه آبجوسازی لاگر در نیوجرسی است، را در نیوآرک، نیوجرسی، تأسیس کردند. نام این شهر همچنین با یک نقاش رنسانس که نام موقتی او استاد مسکیرش است، مرتبط است. نقاشی «پرستش مغان» او را می‌توان در کلیسای سنت مارتین مشاهده کرد. کاترینا فون زیمرن، آخرین راهبه دیر فرامونستر در زوریخ، در مسکیرش به دنیا آمد.

## صنعت
- این شهر به خاطر صنایع فلزی شهره است.